# 毛皮を着たヴィーナス
| 「 | 「毛皮を着たヴィーナスじゃありませんか!」私はくだんの絵をそれと目しながら大声で言った | 」 |

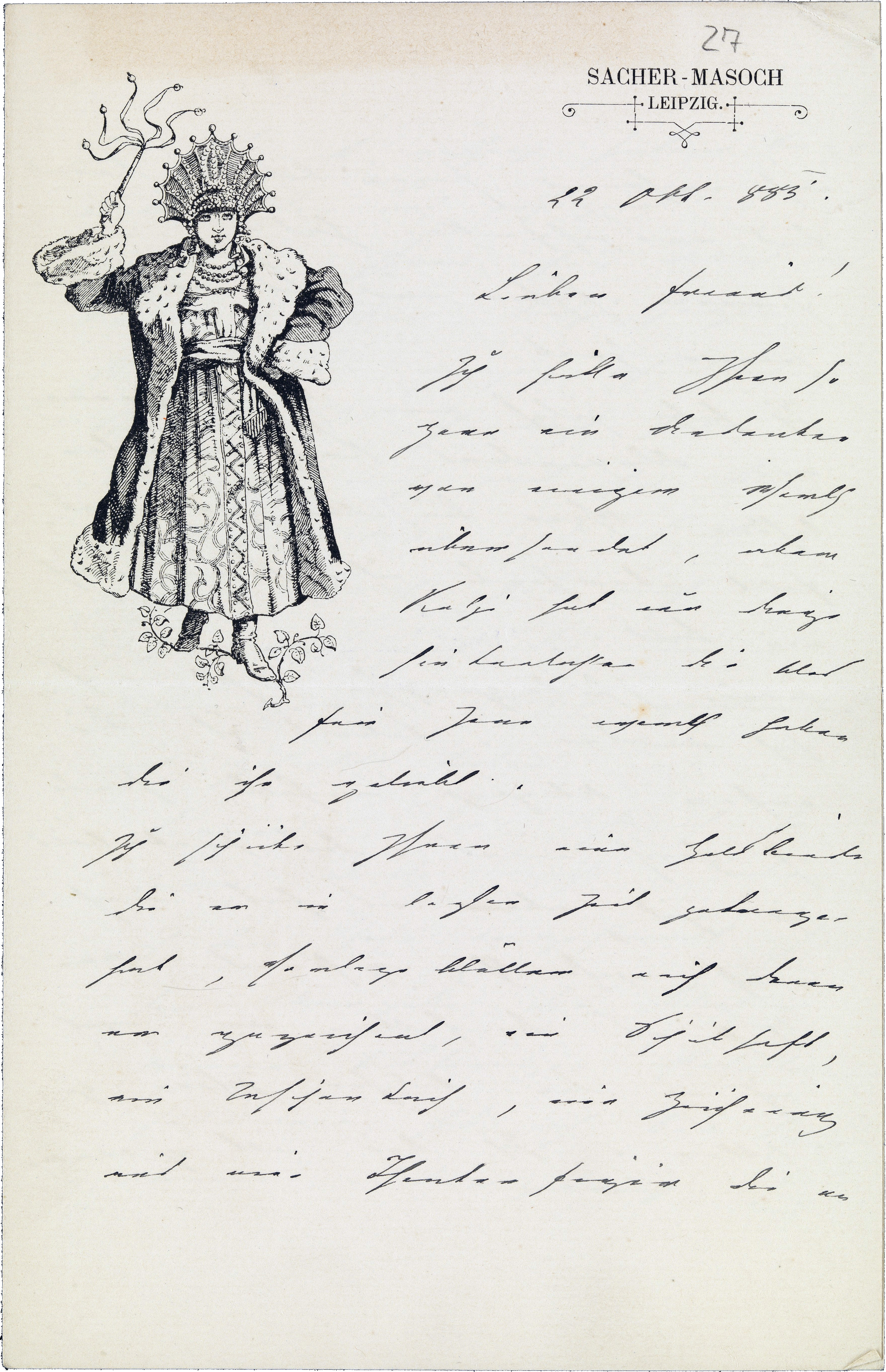
『毛皮を着たヴィーナス』の原稿を記したザッハー＝マゾッホからの手紙、ライプツィヒ、1883年

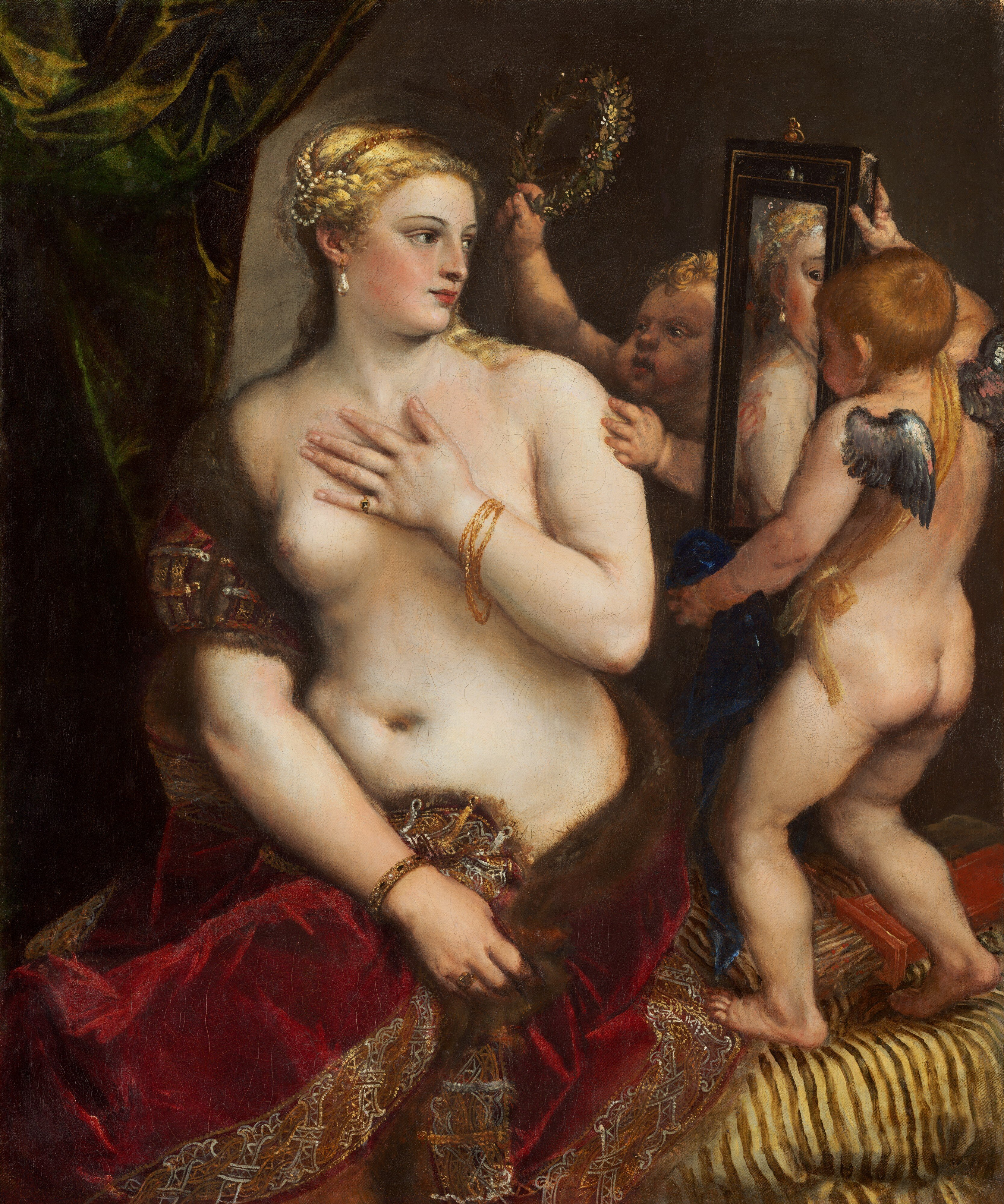
鏡に向えるヴィーナス（ティツィアーノ）
「毛皮を着たヴィーナスじゃありませんか!」私はくだんの絵をそれと目しながら大声で言った

『毛皮を着たヴィーナス』（原題：Venus im Pelz）は、「小ロシアのツルゲーネフ」と謳われたウクライナ出身のオーストリアの小説家マゾッホが、1871年に書いた中編小説。彼の代表作であり、そこには「マゾヒズム」の開花が見てとれる。ポルノグラフィカルな性愛小説とみなされがちであるが、ドゥルーズは本作を「ポルノロジー」という、より次元の高いジャンルで扱うことを求めた。

## 梗概
毛皮を着たヴィーナスと戯れる夢をみていた「私」は、来訪していた友人宅の従僕に起こされる。友人であるゼヴェリーンにその奇妙な夢を語りながら、「私」はふと壁にかかっていた絵がまさに「毛皮を着たヴィーナス」を描いていることに気づく。独自の女性観を持っているゼヴェリーンは、粗相をした女中に鞭打とうとすることを制止した「私」に、夢の話への返答として、かつての自分の経験をまとめた原稿を読むことを薦めた。それによれば、
退屈なカルパチアの保養地で過ごすゼヴェリーンは、そこで彫刻のように美しい女性、ワンダと出会った。まだごく若い彼女は未亡人であった。ゼヴェリーンはその美貌と奔放さに惹かれ、またワンダも知性と教養を備えた彼を愛するようになる。自分が苦痛に快楽を見出す「超官能主義者」であることを告白した彼は、ワンダにその苦痛を与えて欲しいと頼む。そして自分を足で踏みつけ、鞭で打つときには必ず毛皮を羽織ってくれ、とも。はじめはそれを拒絶していたワンダだが、彼への愛ゆえにそれを受け入れる。そして2人は契約書を交わし、奴隷と主人という関係になる。
| 「 | 「私に生殺与奪の権利があるのがあなたに分かるように、もう一つこれと別の書類を作っておきました。そちらの方では、あなたは自殺の決心をしたと声明しているの。だから私は好きなときにあなたを殺しても構わないことになります」 （…） 第一の書類には次のように書かれていた。 「ワンダ・フォン・ドゥナーエフ夫人 並びにゼヴェリーン・フォン・クジエムスキー氏の間の契約書 ゼヴェリーン・フォン・クジエムスキー氏は今日よりワンダ・フォン・ドゥナーエフ夫人の婚約者たることをやめ、愛人としてのあらゆる権利を放棄するものなり。氏はその代わりに、男子としてまた貴族としての名誉にかけて、今後ワンダ・フォン・ドゥナーエフ夫人の奴隷となり、しかも夫人が氏に自由を返還する時期がその期限となるべく義務づけられるものである。（…）」 第二の書類は数語に尽きていた。 「数年来人生とその幻滅に飽みはてて、私はわが価値なき生に自由意志により終止符を打った」 | 」 |

しかしワンダにとって結局それは演技でしかなかった。「奴隷」を連れて旅行した先のイタリアで、ワンダの前に第三の男が現れる。ゼヴェリーンは嫉妬という苦痛に狂いそうになるが、ワンダは再び彼への愛を告げ、第三の男は意中にないと断言した。その翌朝、ワンダの寝室を訪れたゼヴェリーンはいつものようにワンダへ鞭打ちを頼み、縄で縛りつけてもらう。すると突然、そこに隠れていた第三の男が現れる。第三の男は力の限りを尽くしてゼヴェリーンを鞭で打ちつけ、その間ワンダは笑いこけるばかりであった。縄をほどかぬまま、2人は屋敷を出て行く。しばらくしてワンダからゼヴェリーンへ手紙が届いた。そこにある、当時の行いが「治療」であったという文章に、ゼヴェリーンは心から納得するのだった。
原稿を読み終えた「私」にテーマを問われたゼヴェリーンは、「女は男の奴隷になるか暴君になるかのいずれかであって、絶対にともに肩を並べた朋輩にはなりえない」という持論を改めて述べるのだった。

## 解題

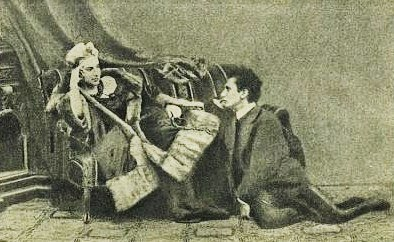
毛皮を着たファニーにひざまずくマゾッホ

この小説はマゾッホのかつての恋愛体験をなぞっていると考えられており、特に上述の「契約書」などの細部にはほぼそのまま「切子のように」に嵌め込まれている。ワンダのモデルとして考えられている女性は、主に2人いる。当時愛人関係にあった人妻ファニー・ピストールと、この小説を書いた後に出会い、伴侶としたワンダ・フォン・マゾッホ（本名はアウローラ・リューメリン）である。マゾッホはワンダ・マゾッホとともに本作の筋を追うような生活を送り、第三者からの「寝取られ」によって関係が破綻するという点まで小説と同じであった。マゾッホは小説の構図にあえて重ねるかのように、ワンダにこんな手紙を送っている。「私の労に対して、あなたは鞭で報いてくれるのでしょうね、いいですか?あなたは、ビロードと絹と、それから装身具のたぐいが好きだそうですが、毛皮もお好みではないのですか?（…）あなたも―それだけのお金があれば、の話ですが―毛皮の縁取りをしたジャケットを、家の中で着てみる気はありませんか?……」。平野嘉彦はこういった「時系列の狂い」「複製性」が、マゾッホの倒錯の本質であると指摘している。例えば、この小説におけるワンダのイメージである「ヴィーナス」は、彼女が登場する前に「『私』の夢」や「ティッツァーノの絵」、「大理石の彫刻」として何度も繰り返し現れ、その後にやっとワンダ本人が登場する。しかし、その後も彼女は「彫刻」「鏡」「肖像画」として反復、複製される。また極めて象徴的に描かれる「ティッツァーノの絵」も、そもそもが複製画であり、「大理石の彫刻」もレプリカなのである。平野はこれらのモチーフについて、「この小説に、いわば自己言及的な性格を与え」ており、「この物語は、そのまま『金の額縁におさめられ』た図像であるかのような」状況をもたらしている、と指摘している。またこのような反復にある単調さ、退屈さは、それ自体が作者の「マゾヒズム」の一部であり、意図的なものだと平野はいう。
またドゥルーズは同様の点における未決定の宙吊り状態に着目し、小説に純粋な技巧としての宙吊りを取り入れたのはマゾッホが嚆矢であるとしている。彼によれば、「宙吊り」は単にゼヴェーリンが吊るされ、磔にされるということだけでなく、中心的な場面でワンダの仕草が彫刻や絵画、鏡などの「写真的場面」において凝固し、時間が停止することでもある。そしてドゥルーズによれば、この未決定性はマゾッホになぜか猥褻な直接的描写が存在しないこととも関わっている。そういった描写そのものが宙吊りにされ、否認されてしまうからだ。

### マゾヒズム
ワンダはゼヴェリーンと出会った頃から奔放な女性であるが、サディスティックな人間ではなかった。ゼヴェーリンが「とうとうその足を持ち上げて自分の頸の上にのせ」ると、「彼女はすばやくその足を引っ込め、ほとんど激怒の表情を浮かべながら立ち上が」り、拒絶する。
| 「 | 「傲慢になって下さい」と私は叫んだ。「足で私を踏みにじって下さい」 （…） 「私には無理な註文だと思うわ。でも、あなたのために、やってみましょう。なぜって、ゼヴェーリン、私はあなたを愛しているのですもの。これまでどんな男もこんなに愛したことはないほどに」 | 」 |

しかし、ゼヴェーリンによって「教育」されたワンダは「契約」を結び、ついには彼を愛人である第三の男に鞭打たせるまでサディスティックな人間に変貌する。この「教育」と「契約」こそ、ドゥルーズがマゾヒズムの本質としたものだ。それは、サディズムの本質である「命令」と「破棄」とは全く対照的である。ドゥルーズによれば、マゾッホは「人格的訓育者」であり、マゾヒズムの享受者は専制的な人間を「養成せねばならない。説得し、契約に『署名』させなければならない」のである。つまり、マゾッホの小説には、「悦楽を覚える拷問者」は存在しない。あくまで犠牲者が拷問者を説得し、訓育するのである。

### 東と西
ドゥルーズによれば汎スラヴ主義に駆り立てられていたマゾッホは、この作品に「東と西」という対立項を持ち込んだ。小説の舞台こそドイツやイタリアであるが、ゼヴェリーンのマゾヒステリックな愉楽は「殉教者」のそれに比せられるし、ワンダは自分自身や2人の関係を古代ギリシャの価値観によって定位し、また異教徒だと自称する。またワンダには「エカチェリーナ2世のような」という形容が繰り返されるれ、しかも彼女が新たな愛人に選んだ第三の男を「ギリシャ人」という名で語り手は呼ぶ。さらにはゼヴェリーンが奴隷契約に相応しい場所がコンスタンティノープルだと考えているように、本作の時空間はつねに西欧・近代からずらされていく。ドゥルーズはワンダを（マゾッホの小説における女性像の3つのタイプのうち）「ギリシャ風娼婦」と「サディスト」に分類しつつ、最も重要なのは、その中間において「宙吊り状態」にある彼女の動揺なのだとしている。ワンダは毛皮のドレスと共に、「カツァバイカ」（ウクライナの農婦が身に着ける毛皮の着物）をしばしばまとう。そこでは、「契約」などが生み出す西欧の近代的な権力・暴力が、「毛皮」によって東欧の一地方と結びつけられることになる、と平野はいう。

## 日本語訳
- 『毛皮を着たヴィーナス』種村季弘 訳、河出書房新社〈河出文庫〉、1983年4月。ISBN 4-309-46244-8。（新版2004年）
  - Venus im Pelzの略称VPで示した引用はすべて同訳の2009年版、新装改版から
- 『毛皮を着たヴィーナス』許光俊 訳、光文社〈光文社古典新訳文庫〉、2022年8月。ISBN 978-4-334-75466-2。